# Єрмошкінське сільське поселення
Єрмо́шкінське сільське поселення (рос. Ермошкинское сельское поселение) — муніципальне утворення у складі Вурнарського району Чувашії, Росія. Адміністративний центр — присілок Єрмошкіно.
Станом на 2002 рік існували Єрмошкінська сільська рада (село Альменево, присілки Єрмошкіно, Ківсерт-Мурат, Мун'яли, Пуканкаси) та Кожар-Яндобинська сільська рада (присілки Кожар-Яндоба, Ойкас-Яндоба, Хорапир).

## Населення
Населення — 1107 осіб (2019, 1422 у 2010, 1856 у 2002).

## Склад
До складу поселення входять такі населені пункти:
| Населений пункт         | Населення, осіб (2002) | Населення, осіб (2010) |
| ----------------------- | ---------------------- | ---------------------- |
| Альменево, село         | 253                    | 194                    |
| Єрмошкіно, присілок     | 424                    | 324                    |
| Ківсерт-Мурат, присілок | 116                    | 87                     |
| Кожар-Яндоба, присілок  | 260                    | 194                    |
| Мун'яли, присілок       | 167                    | 106                    |
| Ойкас-Яндоба, присілок  | 196                    | 168                    |
| Пуканкаси, присілок     | 287                    | 246                    |
| Хорапир, присілок       | 154                    | 103                    |